# تپه سراب کیان
تپه سراب کیان مربوط به عصر آهن - سده‌های ۶ تا ۴ ه.ق است و در شهرستان نهاوند، سراب کیان واقع شده و این اثر در تاریخ ۲۸ اسفند ۱۳۸۵ با شمارهٔ ثبت ۱۸۵۳۸ به‌عنوان یکی از آثار ملی ایران به ثبت رسیده است.